# شارع المغيرة بن شعبة
شارع المغيرة بن شعبة،  هو شارع يقع ضمن حي الملك فهد و حي المروج بمدينة الرياض بالسعودية. يبلغ طوله قرابة 2,2 كم، ويبدأ بتقاطعه مع شارع الأمير نايف بن عبد العزيز بحي الملك فهد وينتهي بتقاطعه مع شارع «الأمير تركي بن عبد العزيز (الثاني)» بـحي المروج. 
يتقاطع شارع المغيرة بن شعبة مع طريق الإمام سعود بن عبد العزيز بن محمد الذي يفصل الطريق إلى قسمين.

## معالم شارع المغيرة بن شعبة
- البنك السعودي للاستثمار.
- سوق الشمال للخضار والفواكه.